# بيان (مصطلح)
البيان: لغةً واصطلاحًا هي مصدر «بان»  أي ظهر أو أُفصح عنه لذا فإن كلمة «البيان» تعنى الإظهار أو الإيضاح ولها معانٍ أخرى كثيرة في اللغة العربية.

## معاني «البيان» في اللغة العربية
من هذه المعاني كما قلنا سابقًا هي: الظاهر أو الواضح لكن ليس هذا هو المعنى الوحيد فهناك عدة معانٍ أخرى وهي:
*فصاحة: إبداء المقصود بلفظ حسن ومنطق فصيح معبر.
*غني عن التعريف: شئ واضح وبديهي.
*بيان صحفي: بلاغ يعلن للناس فيه أمور تخصهم تصدره حكومة أو مؤسسة "بيان وزاري/رئاسة الجمهورية.
*دليل وحجة، شرح وتوضيح "من ادعى شيئا فعليه البيان-{هَذَا بَيَانٌ للنَّاسِ}

## البيان في السياسة
البيان في السياسة هو إعلان منشور يتضمن نوايا أو دوافع أو آراء تخص ناشر البيان، وقد يصدره فرد أو مجموعة أو حزب سياسي أو حكومة. من أمثلته الكتاب الأخضر وبيان الحزب الشيوعي. يتقبل البيان عادة الرأي السابق أو الإجماع العام و/أو يدعم فكرة جديدة فيها مفاهيم مطروحة لتعطي تغييرًا يعتقد مصدر البيان بضرورتها، وعادة ما تكون هذه البيانات سياسية أو فنية ولكن قد تكون أحيانًا موقفا شخصيا.

## البيان في القرآن
تكررت كلمتي مبين و بيان في القرآن الكثير من المرات منها قوله  : {إِنَّ الشَّيْطَانَ لِلْإِنْسَانِ عَدُوٌّ مُبِين} [يوسف 5] وقد اختلف العلماء في تفسير كلمة مبين هنا فقد قال الإمام الشعراوي أن معنى مبين في هذا الموضع هو إحاطة الشيطان بالإنسان أما أبو جعفر: فقد قال <<إن الشيطان أن الشيطان لآدم وبنيه عدو، قد أبان لهم عداوته وأظهرها >>  قوله: {عَلَّمَهُ البَيَان} [الرحمن 4] فقد اختلف العلماء في تفسيرها أيضا فقال قتادة: <<علمه الله بيان الدنيا والآخرة بين حلاله وحرامه، ليحتج بذلك على خلقه>> أما ابن زيد فقد قال: <<البيان: الكلام>>.